# Односи Србије и Палестине
Односи Србије и Палестине су инострани односи Републике Србије и Државе Палестине. Палестина и Србија одржавају дипломатске односе успостављене између Палестине и СФР Југославије 1989. Од тада су односи блиски и пријатељски.

## Историја
Југославија под Јосипом Брозом Титом успоставила је дипломатске односе са Израелом 1948. Након Шестодневног рата 1967, Југославија је прекинула све дипломатске односе са Израелом и није их обновила све до 1991. Тито је снажно подржавао Јасера Арафата и Палестинску ослободилачку организацију. Јасер Арафат је био један од званица који је посетио Београд после Титове смрти 8. маја 1980. Југославија је признала Државу Палестину 1988. године и са њом успоставила пуне дипломатске односе 1989. Током југословенских ратова 1990-их, Палестина је је признала Савезну Републику Југославију (тада Србију и Црну Гору) и све остале бивше Југославије републике.
Крајем 1999. године, у време када је Србија била све више међународно изолована због рата у Југославији, палестинске власти су позвале председника Србије Слободана Милошевића да прослави православни Божић у граду Витлејему на Западној обали. Израелски портпарол је рекао да ће Милошевић вероватно бити приведен ако уђе у већину земаља, укључујући Израел, како га је оптужио Међународни кривични суд. Милошевић на крају није присуствовао свечаностима.
Томислав Николић, председник Србије, посетио је Палестину на позив председника Абу Мазена 2013. године.
Председник Палестине Махмуд Абас посетио је Србију 2015. године у пратњи Ријада ал Маликија и отворио амбасаду Палестине у Београду, у присуству председника Србије Томислава Николића. Том приликом потписан је меморандум о разумевању између министарстава спољних послова и договорено одржавање консултација на годишњем нивоу, као и развој економских односа и отварање програма сарадње у различитим секторима.
Министар спољних послова Србије Ивица Дачић посетио је град Витлејем и састао се са Ријадом ал Маликијем 2017. године.
У оквиру образовног програма „Свет у Србији“, Србија је у периоду 2009–2017. године обезбедила више од седамдесет стипендија за Палестину у различитим дисциплинама.
Србија се уздржала од подршке седам узастопних резолуција Генералне скупштине УН које се односе на палестинско питање, које су донете 4. новембра 2020. убрзо након закључења Економског споразума између Косова и Србије почетком септембра.
Србија је у неколико наврата гласала за Палестину, укључујући и гласање Генералне скупштине УН којим је одбијена одлука Сједињених Држава да премести своју амбасаду у Израелу у Јерусалим.

## Палестински став према Косову
Палестина је оштро против независности Косова. У фебруару 2008. године, два висока палестинска званичника који представљају владу Махмуда Абаса која контролише Западну обалу, а који су такође део тима који преговара са Израелом, нису се сложили око тога шта су косовски догађаји имплицирали за Палестину. Јасер Абед Рабо је рекао: „Ако ствари не иду у правцу континуираних и озбиљних преговора, онда треба да предузмемо корак и једнострано објавимо своју независност. Косово није боље од нас. Заслужујемо независност и пре Косова и тражимо подршку Сједињених Држава и Европске уније за нашу независност“. Саеб Ерекат је одговорио да је Палестинска ослободилачка организација већ прогласила независност 1988. „Сада нам је потребна стварна независност, а не декларација“, рекао је Ерекат, „Треба нам стварна независност окончањем окупације. Ми нисмо Косово. Ми смо под окупацијом Израела, а независност треба да стекнемо“.
После државне посете Србији 2009. године, председник Махмуд Абас је на састанку са председником Србије Борисом Тадићем, када је разговарао и о ситуацији на Блиском истоку и на Косову, рекао: „Тражимо начин да решимо ове проблеме на миран начин, уз придржавање међународног права. Не можемо наметати решења нити можемо прихватити наметнута решења. Зато морамо преговарати“. У септембру 2011. године, током састанка министара спољних послова Покрета несврстаних у Београду, палестински амбасадор при УН Ријад Мансур рекао је да је Палестина „типична страна окупација која се не може поредити са питањем Косова“, што је потврдило међународно право и УН.
Палестински амбасадор у Србији Мухамед Набан је 2014. године рекао да је „Косово одувек било део Србије“, и да за разлику од Израела на палестинским територијама, Србија „никада није окупирала Косово“ и да „Палестинци подржавају Србију и још увек то чине“.

## Српски став према Гази
Током рата у Гази 2008–2009, министар спољних послова Вук Јеремић рекао је „Придружујемо се гласу целог света који осуђује насиље у Гази и позивамо на заустављање ракетних напада на Израел и израелских напада на појас Газе“. Министарство спољних послова објавило је саопштење у којем се наводи да "Министарство спољних послова Републике Србије осуђује нападе у Појасу Газе и позива на смиривање војних акција у којима се убијају невини цивили. Република Србија поздравља одлуку Безбедности УН Савета и придружује се остатку света у осуди насиља на Блиском истоку Република Србија се залаже за мир решавање свих сукоба, и позива обе стране да зауставе нападе који изазивају хуманитарну катастрофу.“ Председница Народне скупштине Славица Ђукић Дејановић прихватила је предлог председника грчког парламента за регионалну конференцију у циљу окончања ескалације насиља. на Блиском истоку. Након напада флотиле Газе 2010. године, Министарство спољних послова Србије осудило је прекомерну употребу силе која је проузроковала смрт невиних цивила. Такође је подржан позив Савета безбедности УН на хитну и непристрасну истрагу инцидента.
На самиту балканских земаља 2010. у Истанбулу, Србија је била једна од земаља које су најоштрије осудиле напад Израела на флотилу помоћи, као и губитак живота. Србија је 2011. гласала за признавање Палестине као 195. чланице Унеска, противно жељи Израела. Београд је изјавио да се не би противио резолуцији о признавању палестинског суверенитета, да је она дошла пред Генералну скупштину УН. Србија је 2012. године гласала за резолуцију Генералне скупштине Уједињених нација 67/19, чиме је Палестина постала држава посматрач УН која није чланица, попут Ватикана.
Председник Владе Србије Александар Вучић изјавио је током рата у Гази 2014. да Србија поштује право државе Израел на постојање и миран живот својих грађана и изразио наду да ће се ситуација решити мирним путем и да ће се свакодневни живот вратити у нормалу. Током израелске инвазије на Појас Газе, председник Србије Александар Вучић осудио је напад Хамаса на израелске територије 2023. године. Он је навео да је Србија против убијања цивила и медицинског особља и да су обе стране пријатељи и да ће Србија задржати пријатељство и са једнима и са другима.
Србија је послала хуманитарну помоћ, укључујући храну, лекове, воду и шаторе у Газу 2024. Министар унутрашње и спољне трговине Србије Томислав Момировић изјавио је да је Србија солидарна са невиним људима који су страдали у трагичном сукобу.

## Билатерални односи
СФРЈ је 1989. године признала Државу Палестину и са њом успоставила дипломатске односе.
Амбасада Републике Србије у Каиру (Египат) радно покрива Палестину.
Палестина је гласала против пријема Косова у УНЕСКО 2015.

### Политички односи
Председник Републике Томислав Николић је боравио у званичној посети Рамали 1. маја 2013. године.

### Економски односи
- За 2020. године извоз Србије је био 1.410.000 УСД, а увоза није било.
- У 2019. години извоз Србије је износио 1,1 милион УСД, а увоза је било тек на симболичној равни.
- У 2018. години извоз из наше земље вредео је 1,38 милион америчких долара, а увоз је био занемарљиво мали.[25][26]

## Историја односа
У Светој Земљи има више хришћанских светих места која су од посебног значаја за Србе. Та света места су и српске светиње које су изградили, освећивали, даровали, у које се молили и које су чували Срби. Неке од ових светиња су: Сионска Горница, Српски манастир Светих архангела у Јерусалиму, Манастир Часнога Крста у Јерусалиму.
За време окупације Југославије југословенска краљевска влада у првим месецима избеглиштва привремено била смештена у Палестини.
Србија је Палестини маја 2024. послала хуманитарну помоћ у храни, води, медицинској опреми, као и шаторима за смештај породица, укупне вредности око три милиона евра, у тежини од близу 900 тона.

### Амбасада Палестине у Београду
- Мохамед Набан, амбасадор, 2006—
- Сулејман Акел, амбасадор, 2002—
- Абделрахим Тајеб, амбасадор

### Генерални конзулат Краљевине Југославије у Јерусалиму
- /  /  Радош Шћепановић, генерални конзул, децембар 1944. - 13. јул 1946.
- Миливоје Милчић, генерални конзул, новембар 1943. - 13. октобар 1944.
- Драгош Драгутиновић, генерални конзул, мај 1941. - октобар 1943.
- Др Иво де Ђули, генерални конзул, 1937. - мај 1941.[29]